# 삼민주의청년단
삼민주의청년단(중국어: 三民主義青年團)은 1938년 7월 9일 중화민국 우창(武昌)에서 성립한 중국 국민당의 청년 조직이다. 이 조직은 삼민주의와 반제국주의를 이념으로 다양한 성향의 구성원들이 함께하는 초당파적 조직이었으나 장제스의 우경오류 정책으로 국공 내전과 2.28 사건이 발생하였고 결국 중국국민당에 의해 강제 해산되었다.

## 같이 보기
- 중국 국민당
- 쑨원
- 장제스